# Frans Josef von Thurn und Taxis
Franz Joseph Maximilian Maria Antonius Ignatius Lamoral vorst von Thurn und Taxis (Regensburg, 21 december 1893 - Regensburg, 13 juli 1971) was de eerste zoon van Albert I von Thurn und Taxis en Margaretha Clementine van Oostenrijk, en kleinzoon van hertogin Helene in Beieren, een zuster van keizerin Elisabeth van Oostenrijk. Hij volgde zijn vader in 1952 op als 9e vorst en chef van het huis von Thurn und Taxis en werd na zijn overlijden opgevolgd door zijn broer Karl August von Thurn und Taxis (1898-1982).
Franz Joseph had nog vijf broers en een zuster. Hij trouwde in slot Bronnbach op 23 november 1920 met Elisabeth van Bragança (1894-1970), dochter van prins Michaël van Bragança. Uit dit huwelijk kwamen vijf kinderen:
1. Gabriel (1922–1942)
2. Michaele (1922, als zuigeling gestorven)
3. Helene (1924–1991)
4. Maria Theresia (1925–1997)
5. Maria Fernanda (1927-2018)

Thurn und Taxis was erebaljuw en grootkruisridder in de Souvereine Orde van Malta, grootkruis in de Piusorde en ereburger van zijn geboortestad Regensburg.